# Европа 51
«Европа 51» (итал. Europa '51) — итальянский неореалистический кинофильм, снятый в 1952 году режиссёром Роберто Росселлини с Ингрид Бергман в главной роли. Будучи увлечённым Франциском Ассизским, Роберто Росселлини решил перенести образ этого святого во времена послевоенного Рима и показать судьбу подобного ему человека в этот период и в этом месте.
Лента принимала участие в конкурсной программе 13-го Венецианского кинофестиваля, где была удостоена международной премии и Кубка Вольпи за лучшую женскую роль, присуждённого Ингрид Бергман. Актёрская работа Бергман была также отмечена премией «Серебряная лента».

## Сюжет
Ирэн (Бергман) и Джордж (Нокс) — зажиточная благополучная пара, живущая в послевоенном Риме вместе с их сыном Микеле (Сандро Франкина). Во время званого ужина Микеле всеми способами стремится привлечь внимание своей матери, но Ирэн более сосредоточена на своих гостях. В результате Микеле, чувствительный и недовольный образом жизни своей семьи, совершает попытку суицида, прыгнув через несколько лестничных пролётов и получив серьёзные переломы.
Его отправляют в больницу, а затем привозят домой, Ирэн обещает Микеле никогда не оставлять его и быть более внимательной к нему, но Микеле внезапно умирает от тромба. Ирэн не встаёт с постели в течение десяти дней, находясь в депрессии, прежде чем заручиться поддержкой Андреа Казатти (Этторе Джаннини), решившего помочь ей преодолеть горе. Будучи коммунистом, он берёт её в беднейшие районы Рима, демонстрируя как можно помогать нуждающимся в деньгах людям. После этого Ирэн оплачивает лечение мальчика, помогает женщине с 6 детьми найти работу на фабрике (где она подменяет её на день, чтобы она сохранила место) и ухаживает за женщиной, умирающей от туберкулёза.
В результате своей деятельности Ирэн всё меньше бывает дома. Её муж подозревает Ирэн в связи с Андреа, Ирэн уходит из дома.

## В ролях
- Ингрид Бергман — Ирэн
- Александер Нокс — Джордж, муж Ирэн
- Этторе Джаннини — Андреа Казатти
- Джульетта Мазина — Пассеротто
- Тереза Пеллати — Инес, проститутка
- Марчелла Ровена — синьора Пульизи
- Тина Перна — Чезира, служанка
- Сандро Франкина — Микеле
- Розанна Рори